# Grigny (Metropoli di Lione)
Grigny è un comune francese di 9 245 abitanti situato nella metropoli di Lione della regione Alvernia-Rodano-Alpi.

## Società

### Evoluzione demografica
Abitanti censiti